# John Martin (1805-1880)
Pour les articles homonymes, voir John Martin (homonymie).
John Martin, né en 1805 et mort le 7 mars 1880, est un homme politique britannique, membre du Parti whig,,,,.
Martin est élu député de la circonscription de Tewkesbury en 1832 mais perd son siège aux élections de 1835. Il est réélu en 1837 et conserve son siège jusqu'à sa démission au début des élections générales de 1859,.
Son père, également prénommé John, était député whig de la circonscription avant lui, tandis que Martin est immédiatement remplacé par son frère James du Parti libéral à sa démission en 1859,.